# دالیچ هیل، نیوساوت ولز
دالیچ هیل (به انگلیسی: Dulwich Hill) یک حومه شهر در استرالیا است که در نیو ساوت ولز واقع شده‌است.